# Rayman 3: Hoodlum Havoc
Rayman 3: Hoodlum Havoc – komputerowa gra platformowa wyprodukowana przez Ubisoft Montpellier i wydana w 2003. Trzecia część z serii gier Rayman.
Grę wydano w pięciu wersjach językowych (angielskiej, hiszpańskiej, włoskiej, francuskiej i polskiej) na platformy Microsoft Windows, PlayStation 2, Xbox i GameCube (w wersji 3D) oraz Game Boy Advance, telefony komórkowe i Nokię N-Gage (w wersji 2D). 21 marca 2012 na platformy Xbox Live Arcade i PlayStation Network ukazała się wersja HD gry z ulepszoną oprawą graficzną (rozdzielczość podniesiona do 720p i poprawione tekstury) i dźwiękową.

## Fabuła
Na Rozdrożu Marzeń życie płynęło spokojnie i szczęśliwie. Wydawało się, że ta idylla będzie trwać wiecznie, jednak pewnego dnia czerwony Lumek przemienił się w marudną futrzaną kulkę. Futrzak ten nosił imię André i miał jedno marzenie – podbić świat. Pozamieniał inne czerwone lumki w Mroklumy. Tak narodziła się armia Mroklumów, która zaczęła nękać całą krainę Rozdroża

Poprzez nieszczęśliwy zbieg okoliczności Globox – największy przyjaciel Raymana – połyka Andre, który od tej pory przesiaduje w jego żołądku, nie mogąc się wydostać. Rayman wyruszyła do specjalistów, by wyciągnąć Mrokluma.

## Kryształy
Różnica między tą grą a drugą częścią przygód Raymana jest taka, że zamiast żółtych lumsów, zbieramy kryształy, rubiny i szmaragdy, za które dostajemy punkty:
- żółty kryształ – 10 punktów,
- czerwony rubin – 30 punktów,
- zielony szmaragd – 1500 punktów.

Zbierając punkty, możemy zrobić tzw. combo – jeśli będziemy dość szybko zbierać kryształy jeden za drugim, możemy naliczyć punkty combo – dodatkowe punkty naliczą się po paru sekundach, o ile Rayman żadnego nie zbierze. Dzięki punktom można zdobyć dostęp do różnych dodatków.

## Rozgrywka
Zmianie uległa też oczywiście rozgrywka. Podstawową zmianą są „puszki” (dokładnie to Laserowe Detergenty, które „zamieniają łachy w niczego sobie bojowy sprzęcik”) zostawiane przez Mroklumy, które dają bohaterowi tymczasowe moce i zmieniają mu strój. Puszki można też zdobyć od Tinsa w prezencie.
- Zielona (Wir) – pięści Raymana wirują podczas rzutów, dzięki czemu wyglądają jak tornada, zadają większe obrażenia i umożliwiają pokonanie nietypowych wrogów jak np. Mroklumy na szczudłach. Powoduje obniżenie „grzybków”, by móc na nie wejść i zmniejsza Mroklumy, przez co można je rozdeptać. Jest drugą z najdłużej działających puszek.
- Niebieska (Szczękostrzał) – możemy rzucać łańcuchami, co pozwala na porażenie wrogów płynącym w nich prądem i chwytanie się metalowych obręczy. Jest puszką najdłużej działającą.
- Czerwona (Mocna, Metalowa Pięść) – pięści Raymana zostają okute stalą, dzięki czemu może on niszczyć przeszkody terenowe i dużo szybciej pokonywać wrogów.
- Żółta (Turbokopter) – Rayman dostaje kask ze śmigłem, dzięki któremu może przez chwilę latać i strzelać we wrogów z góry. Jest najkrócej działającą puszką (zaledwie kilka sekund).
- Pomarańczowa (Rakieta Szokowa) – dłoń Raymana zmienia się w Rakietę Szokową. Umożliwia ona niszczenie dalekich celów oraz tych ukrytych za ciasnymi przejściami.

### Dodatki
- W grze jest zbiór krótkich minigier i filmów z serii „Wanna Kick Rayman” („Chcesz dokopać Raymanowi?”), które by odblokować trzeba zdobyć pewną określoną liczbę punktów. Minigry głównie nawiązują do trzeciej części, lecz jest jedna nawiązująca do pierwszej części serii. Filmy z kolei są instrukcjami dla Mroklumów mówiące o tym, jak można pokonać Raymana.
- W grze (a także filmikach) można dostrzec różne nawiązania do popkultury, np. do Jamesa Bonda, Gwiezdnych wojen, Harry’ego Pottera, a także obrazu Leonarda da Vinci „Ostatnia wieczerza”.

## Wyścig Lumków
Firma Ubisoft w 2003 roku na stronie RaymanZone.com zmieniła jej styl na styl z Raymana 3. Wraz z tym wprowadzili tzw. Wyścig Lumków. Polegał on na zdobywaniu punktów (Lumków) poprzez wpisywanie kodu, który jest generowany po ukończeniu całej gry. W kodzie zapisane są informacje na temat zdobytych punktów i liczby zbitych klatek oraz platforma, na której ukończono grę. Za zdobyte lumki można było pobrać różne gadżety na komputer związane z grą. Jednakże Wyścig Lumków został w 2006 roku zmieniony dla celów marketingowych gry Rayman: Szalone Kórliki.

## Dubbing
Grę na język polski tłumaczył Bartosz Wierzbięta. Nie wszystkie teksty w grze zostały przetłumaczone na język polski – wypowiedzi postaci w filmiku po walce z Razoffem oraz jedna z wypowiedzi Gumsiego przed walką Raymana z Refluksem zostały w oryginalnej wersji.

### Polski dubbing
Wersja polska: Start International Polska

Reżyseria i dialogi: Bartosz Wierzbięta

Udział wzięli:
- Jacek Kopczyński –
  - Rayman,
  - Szczury
- Paweł Szczesny – Globox
- Jarosław Boberek –
  - Andre,
  - Gumsi
- Tomasz Marzecki – Reflux
- Tomasz Steciuk – Murfy
- Janusz Zadura –
  - Małaki,
  - Otto,
  - Romeo,
  - Anna Lyse,
  - Spiker z Lasu Czystoliścia,
  - Król Teensienów
- Anna Apostolakis –
  - Begoniaxa,
  - Wróżka,
  - Kobiecy głos w Kwaterze Mroklumów
- Sławomir Pacek –
  - Razoff,
  - Żółwie

### Angielski dubbing
- David Gasman – Rayman
- John Leguizamo – Globox
- Ken Starcevic (jako Ken Starkevic) – Andre
- Billy West – Murfy
- Matt Hill – Tinsy
- Ziggy Marley – Reflux
- Eric Bauza – Razoff
- Lee Delong
- Jodie Forrest (jako Jodie Forest)
- Doug Rand
- Mike Deneen
- Dana Burns Westburg (jako Dana Westberg)
- Stephen Croce (jako Steve Croce)
- Eddie Crew